# شوكيات الزعانف الحقيقية
شوكيات الزعانف الحقيقية (الاسم العلمي: Euacanthopterygii) هي أصنوفة عليا من الأسماك تتفرع من شوكيات الزعانف.

## التصنيف
- فرقة Berycacea
- فرقة Percomorphacea